# ンゴニザシェ・マクシャ
ンゴニザシェ・マクシャ、またはヌゴニザシェ・マクシャ（Ngonidzashe "Ngoni" Makusha、1987年3月11日 ‐ ）は、ジンバブエ出身の陸上競技選手。専門は走幅跳および100m。走幅跳では8m40の自己ベストを持つ、2011年大邱世界選手権の銅メダリスト。100mではアフリカ歴代3位の9秒89の自己ベストを持つ。走幅跳（室内含む）、100m、室内60mのジンバブエ記録保持者。
走幅跳と100mでハイレベルな記録を持ち、2011年のNCAA選手権（全米学生選手権）で史上4人目となる男子走幅跳と男子100mの両種目制覇（同年）を達成。2011年大邱世界選手権では男子走幅跳で銅メダルを獲得し、全種目を通じてジンバブエ勢初の世界選手権メダリストになった。

## 経歴
シニア1年目の2007年にアフリカ競技大会に出場すると、1走を務めた男子4×100mリレーで39秒16のジンバブエ新記録樹立と銅メダルに獲得した。
シニアの世界大会デビューとなった2008年北京オリンピックでは男子走幅跳に出場すると、予選を8m14（0.0）で突破し、ジンバブエ勢初のオリンピックファイナリストとなった。決勝では8m19（+0.6）と予選より記録を伸ばしたが、3位のイブラヒム・カメホとわずか1cm差の4位で銅メダルを逃した。
フロリダ州立大学在籍時に数々のタイトルを活躍したが、その中でも特筆すべきものは2011年NCAA選手権（全米学生選手権）の男子走幅跳と男子100mの両種目制覇である。走幅跳では決勝において自身の持つジンバブエ記録を更新する8m40（0.0）で優勝。100mでも決勝において自身の持つジンバブエ記録と、1996年にアト・ボルドンがマークしたNCAA記録（9秒90）を更新する9秒89（+1.3）で優勝した。これによりマクシャは、1925年のウィリアム・デハート・ハバード、1935年と1936年のジェシー・オーエンス、1981年のカール・ルイスに次ぐ、史上4人目となる男子走幅跳と男子100mの両種目制覇を達成した選手となった。マクシャはこの年、全米学生陸上界最高の栄誉とされるバウワーマン賞の男子選手部門を受賞した。
マクシャは2011年NCAA選手権男子100mで9秒89をマークしたことにより、ナイジェリアのオルソジ・ファスバ（自己ベスト9秒85）、ナミビアのフランク・フレデリクス（自己ベスト9秒86）に次いで、100mアフリカ歴代3位に名を連ねた。なお、マクシャが9秒台をマークしたのはこの時が初めてではなく、2011年4月に行われたACC（アトランティック・コースト・カンファレンス）選手権の決勝で9秒97（+2.0）をマークしている。これは1990年にFabian Muyabaがマークした10秒15を更新するジンバブエ新記録であり、ジンバブエ人が初めて10秒の壁を突破した瞬間だった。
世界選手権デビューとなった2011年大邱世界選手権では男子100mと男子走幅跳に出場すると、100mは準決勝まで進出するも10秒27（-0.8）の組5着で敗退したが、走幅跳では8m29（+0.3）をマークして銅メダルを獲得した。これによりマクシャは、男女全ての種目を通じてジンバブエ初の世界選手権メダリストとなった。
2012年5月の練習中にアキレス腱を断裂してしまうが、2013年5月に行われたダイヤモンドリーグ第2戦の上海ゴールデングランプリ男子走幅跳に出場し、約1年ぶりに国際舞台に復帰した。

## 自己ベスト
記録欄の（　）内の数字は風速（m/s）で、+は追い風を意味する。
| 種目   | 記録         | 年月日        | 場所             | 備考                      |
| 屋外   | 屋外         | 屋外          | 屋外             | 屋外                      |
| ------ | ------------ | ------------- | ---------------- | ------------------------- |
| 100m   | 9秒89 (+1.3) | 2011年6月10日 | デモイン         | ジンバブエ記録 元NCAA記録 |
| 200m   | 21秒57       | 2006年7月4日  | ウィントフック   |                           |
| 走幅跳 | 8m40 (0.0)   | 2011年6月9日  | デモイン         | ジンバブエ記録            |
| 三段跳 | 14m90        | 2006年7月4日  | ウィントフック   |                           |
| 室内   |              |               |                  |                           |
| 60m    | 6秒60        | 2009年2月27日 | ブラックスバーグ | 室内ジンバブエ記録        |
| 走幅跳 | 8m21         | 2006年7月4日  | ブラックスバーグ | 室内ジンバブエ記録        |

## 主要大会成績
備考欄の記録は当時のもの
| 年   | 大会                  | 場所     | 種目    | 結果         | 記録          | 備考                                             |
| ---- | --------------------- | -------- | ------- | ------------ | ------------- | ------------------------------------------------ |
| 2006 | 世界ジュニア選手権    | 北京     | 100m    | 準決勝2組6着 | 10秒84 (-0.5) |                                                  |
| 2006 | 世界ジュニア選手権    | 北京     | 走幅跳  | 12位         | 7m33 (+0.2)   |                                                  |
| 2006 | 世界ジュニア選手権    | 北京     | 200m    | 予選棄権     | DNS           |                                                  |
| 2007 | アフリカ競技大会 (en) | アルジェ | 100m    | 準決勝2組5着 | 10秒56 (0.0)  |                                                  |
| 2007 | アフリカ競技大会 (en) | アルジェ | 4x100mR | 3位          | 39秒16 (1走)  | ジンバブエ記録                                   |
| 2007 | アフリカ競技大会 (en) | アルジェ | 走幅跳  | 決勝棄権     | DNS           |                                                  |
| 2007 | アフリカ競技大会 (en) | アルジェ | 三段跳  | 決勝棄権     | DNS           |                                                  |
| 2008 | オリンピック          | 北京     | 走幅跳  | 4位          | 8m19 (+0.6)   | ジンバブエ勢初のファイナリスト                   |
| 2011 | 世界選手権            | 大邱     | 100m    | 準決勝3組5着 | 10秒27 (-0.8) |                                                  |
| 2011 | 世界選手権            | 大邱     | 走幅跳  | 3位          | 8m29 (+0.3)   | 全種目通じてジンバブエ勢初の世界選手権メダリスト |
| 2014 | 世界室内選手権        | ソポト   | 走幅跳  | 予選1組13位  | 7m85          |                                                  |
| 2016 | アフリカ選手権 (en)   | ダーバン | 100m    | 予選5組5着   | 10秒80 (+1.5) |                                                  |
| 2016 | アフリカ選手権 (en)   | ダーバン | 200m    | 準決勝1組8着 | 21秒98 (+1.2) |                                                  |
| 2016 | アフリカ選手権 (en)   | ダーバン | 4x100mR | 8位          | 41秒02 (3走)  |                                                  |